# Afrasiyab
|  | Per a altres significats, vegeu «Afrasiyab (desambiguació)». |

Afrasiyab fou un rei llegendari dels turànics o turcs, que hauria mort combatent al rei iranià Kai Khusraw. La llegenda el va fer protagonista de totes les guerres dels turcs contra els kayànides i contra els seus predecessors el pixdàdides, les dues dinasties mítiques iranianes a l'Avesta.
Algunes dinasties turques han reivindicat el seu origen, entre les quals cal destacar els karakhànides i els seljúcides.

## En la literatura turca
Tot i que la identificació de la tribu turànica amb els turcs és un desenvolupament tardà, ja que el terme turànic s'aplicava originalment a les tribus iranianes orientals de l'Àsia central, els turcs van conrear les llegendes d'Afrasiyab com un heroi turc després d'haver entrat en contacte amb els iranians. Mahmud al-Kaixgarí cita en el seu Dīwān loḡāt al-Tork (escrit entre els segles V i XI) un nombre de versos elegíacs que planyen sobre la mort d'Alp Er Tunga

## Nota
1. ↑  la dinastia karakhànida fou també anomenada Al-Afrasiyab
2. ↑  Atalay, Besim (2006). Divanü Lügati't Türk. Ankara: Türk Tarih Kurumu Basımevi. ISBN 975-16-0405-2, Band I, p. 41: Türklerin ulusal kahraman ve büyük Hakanı. (turc)